# 南真経寺
南真経寺（みなみしんきょうじ）は、京都府向日市鶏冠井町（かいでちょう）大極殿にある、日蓮宗の寺院。山号は鶏冠山。

## 歴史
元は真言寺と号する真言宗寺院であった。1307年（徳治2年）、真言寺の実賢律師は日像と法論の後、日蓮宗に改宗し、寺は真経寺と改称した。なお、創立年については1310年（延慶3年）とする伝えもある（「洛西鶏冠山真経寺実賢上人伝」）。
1654年（承応3年）、日祥は真経寺を南北2寺に分割した。北真経寺には鶏冠井檀林（学問所）が設けられ、南真経寺は地域住民の信仰の場としての役割を担った。

## 文化財
- 尊性法親王消息飜摺法華経（開結共）10巻（国の重要文化財） - 北真経寺と共有
- 本堂（京都府指定有形文化財）
- 開山堂（京都府指定有形文化財）
- 鶏冠井題目踊（京都府指定無形民俗文化財）鶏冠井題目踊保存会[1]
- 阿弥陀如来立像（向日市指定有形文化財）

## 所在地
京都府向日市鶏冠井町大極殿64

## 交通アクセス
- 阪急電鉄京都本線西向日駅から徒歩5分。